# Бломіно-Єже
Бломіно-Єже (пол. Błomino-Jeże) — село в Польщі, у гміні Дзежонжня Плонського повіту Мазовецького воєводства.
Населення — 81 особа (2011).
У 1975-1998 роках село належало до Цехановського воєводства.

## Демографія
Демографічна структура станом на 31 березня 2011 року:
|          | Загалом | Допрацездатний вік | Працездатний вік | Постпрацездатний вік |
| -------- | ------- | ------------------ | ---------------- | -------------------- |
| Чоловіки | 40      | 6                  | 27               | 7                    |
| Жінки    | 41      | 13                 | 16               | 12                   |
| Разом    | 81      | 19                 | 43               | 19                   |